# 九月清晨
《九月清晨》（法語：Matinée de September），是法国画家保罗·埃米尔·查巴斯的一幅备受争议的布面油画，绘就于1911年。这幅画作耗时数个夏天完成，描绘了一名裸体的年轻女子，她站在湖的浅滩处，清晨的阳光将她照亮。她的身体微微前倾，摆出模棱两可的姿势。人们对这种姿势的解读各不相同，有人认为她是在维护自己的矜持，也有人认为她蜷着身子是为了御寒，或是在用海绵洗澡。还有人认为这是一种虚伪的姿态，因为其默许了“对纯真的盲目迷恋”。
《九月清晨》于1912年在巴黎沙龙首次亮相，虽然其第一任所有者的身份不明，但可以肯定的是，利昂·曼塔什夫（Leon Mantashev）在1913年底购得了这幅画。它被带到俄罗斯，在1917年的十月革命后，人们担心它会丢失。1935年，《九月清晨》在Calouste Gulbenkian的收藏中重新出现，在他于1955年去世后，它被卖给了一位来自费城的经纪人，此后他于1957年将其匿名捐赠给大都会艺术博物馆，自2014年起，《九月清晨》不再对外界展示。
自1913年起，《九月清晨》的复制品在美国引起了争议。芝加哥的一名艺术品经销商被指控猥亵，而纽约的另一名经销商则在展出《九月清晨》后被反罪恶斗士安东尼·科姆斯多克（Anthony Comstock）盯上。接下来的几年里，人们以各种形式复制了这幅作品，包括在胸针和日历上，而在报纸上也刊登了关于审查制度和艺术的争论。查巴斯的这幅画作启发了许多歌曲、舞台表演和电影，尽管他没有授予任何人《九月清晨》的版权，也没有得到任何版税，但这部作品的复制品最终售出了700万份。
尽管有数名女性声称自己是《九月清晨》的模特，但查巴斯从未透露过画作的主人公究竟是谁，他称这幅作品是“自己对作画的全部了解” ，并对这是他的杰作的说法做出了积极的回应。然而，后来的品论家认为这幅画是刻奇的，只有作为一件历史文物才有价值。

## 画面描述

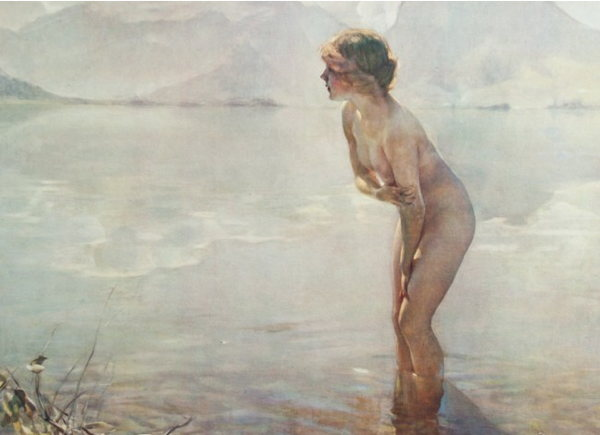
一副1961年的《九月清晨》复制品，体现了画面灰色的主色调。

《九月清晨》从倾斜的视角描绘了一名裸体的金发年轻女子，她站在湖泊的浅滩处，湖面风平浪静，湖水深及脚踝，周围群山环绕。早晨的阳光从身后照亮这名女子，但身子完全可见，只是比周围的环境略暗一些。 她的双臂交叠在身体上，右臂从乳房下抓住自己的左肘部，而左臂遮掩着阴部。 这个姿势被解读为她是在保护自己免受寒冷， 或是维护自己的矜持， 或是在用海绵洗澡， 或体现了艺术家的“对纯真的盲目迷恋”。
1912年的评论指出，这幅画以灰色为主色调：人物阴影中的躯体，九月湖水的蓝灰色，天空的绿灰色，以及人物身后群山的粉灰色。艺术评论家François Thiébault-Sisson形容这幅画为对早晨的唤起，当“浅灰色的水汽仍漂浮在湖面上”时，年轻的人物准备洗澡。 这幅布面油画长163.8×216.5厘米（64.5×85.2英寸）， 查巴斯的签名位于画的左下角。

## 创作背景

### 查巴斯
在画《九月清晨》的时候，保罗·埃米尔·查巴斯（1869－1937年）已经成为一名学院艺术家，並获得了良好的声誉。他定期参加巴黎沙龙，第一次参加是在1886年。 他在1895年的沙龙上获得了三等奖章， 四年后，他的画作《Joyeux ébats》赢得了国家大奖赛，  这使他在1900年的世界博览会上获得了金牌，而这幅画也被Musée des Beaux-Arts de Nantes收购。接下来的几年里，查巴斯冬天在巴黎工作，夏天则在河边、湖边和海边描画年轻女子。 1902年，他被授予法国荣誉军团勋章。
查巴斯师从托尼·罗伯特·弗勒里（Tony Robert-Fleury）、威廉·阿道夫·布格罗（William-Adolphe Bouguereau）和阿尔伯特·迈尼昂（Albert Maignan）等艺术家。他早期的作品基本为肖像画，而后期的大部分作品主体皆为裸体女孩和年轻女性。法国的湖泊和河流是他作品中的常见背景，凸显出光线与模特及其周遭环境间的相互作用，《九月清晨》是他创作风格的典型代表。
J·瓦尔米-贝瑟（J. Valmy-Baysse）在1910年对查巴斯的概述中，认为其风格的形成是由于他在埃尔德雷（Erdre）河边的家庭避暑别墅里度过的时光，查巴斯将模特们的“青春期的优雅，无法定义的魅力，以及纯洁的裸体”与自己对青春的回忆联系在一起。 艺术历史学家Bram Dijkstra则有不同的观点，他说“没有哪个艺术家比查巴斯更孜孜不倦地挖掘女人和孩子的淫荡可能性”，他认为恰巴斯“强调了对裸体小女孩的类比，以及对成年女性的虚荣心或身体唤醒的熟悉姿势”。

### 裸体与艺术
在19世纪末的法国沙龙里，女性裸体是绘画的主要主题。从19世纪初起，女模特开始比男模特更为常见，最初女模特充当的是寓言角色或缪斯女神，但最终成为“可以被分类、其历史可以被书写”的个人。 在学术艺术（比如查巴斯的画作）中，模特没有被描绘成她们原本的样子，而是基于古典理想，以理想化的裸体呈现出来。例如女模特的体毛不会被画出来，阴部会画成平滑的样子。主持人苏珊娜·德尔夫（Suzanne Delve）后来声称自己为《九月清晨》做了模特，她说模特们愿意为这种作品摆裸体姿势，“为艺术献身”。
在法国，并非所有形式的裸体图像都可以被人们接受。19世纪末，各种针对色情、成人和儿童图像的法律相继出台，这些图像旨在“激起、煽动或刺激放荡”。最初针对的作品是那些旨在广泛传播的作品(也即是说针对下层阶级)。 然而，澳大利亚艺术历史学家费·布劳尔（Fae Brauer）写道，到20世纪10年代初，艺术和色情之间的界限已经模糊；1908年出台的更为严格的法律导致了对现代主义作品的审查。例如，基斯·范东恩（Kees van Dongen）的三幅画作（包括他女儿的两幅）在1911年至1913年间被秋季沙龙（Salon d'Automne）拒绝，理由是涉及猥亵。
自殖民时代以来，美国在艺术方面通常比欧洲更加清教徒化。19世纪中后期，美国政府实施了反对淫秽的法律，例如1842年进口关税法，禁止被视为淫秽的外国艺术品的进口。到19世纪末，人们达成了一种令人不安的共识：博物馆可以收藏描绘裸体的作品，但商业作品（包括艺术品照片）可以被没收，而且也确实有被没收的实际案例发生。裸体代表的究竟是欧洲式的高端文化(这是上流社会的重要特征)，还是鼓励威胁家庭、鼓励“不洁臆想”的行为，对此仍存在争议。

## 创作历程：模特的身份
1910年中期，在巴黎东南约500公里（310英里）的上萨瓦省，查巴斯在塔洛雷斯的安纳西湖畔开始绘画《九月清晨》。 他从未点明过这幅画模特的身份，但他称其为“Marthe”，他的家人都很熟悉这名模特。时年16岁的Marthe家庭经济状况不佳，不得不自己工作来养活母亲。 在作画的第一天，Marthe走进清晨的水里，水的寒冷使她本能地退缩了。查巴斯对姿势十分满意，说它是“完美的”。在两个夏天里，他每天早上花半个小时画这幅画，于1911年9月的一个早晨画完，这幅画便因此而得名。1935年，在回应Marthe生活贫困的说法时，查巴斯解释说，她一直给他当模特，直到28岁时Marthe嫁给了一个富有的实业家，现在她41岁了，身材发福，有三个孩子。
许多女性自称或被称为是《九月清晨》的模特，一些人给出了不同的说法。1913年，一位叫路易丝·巴克利的女性在俄勒冈州的尤金演出，她说她得到了1000美元 的报酬，在艺术家的工作室作为模特摆姿势。 与此同时，巴黎艺术家朱尔斯·佩奇（Jules Pages）表示，《九月清晨》中描绘的这位25岁的女性性格良好，以艺术家模特的身份谋生，但在这幅画引发争议后就躲藏起来了。其他自称是模特的人还包括一位名叫格洛丽亚的瑞典模特和一位名叫艾琳·香农的综艺女演员，后者是在一部名为《十一月清晨》的小品剧的前奏中提出的。
1937年，也就是《九月清晨》在美国引起争议24年后，巴黎女主持人苏珊娜·德尔夫（Suzanne Delve）宣称她就是模特。在她的叙述中，查巴斯从她还是婴儿时就认识她，他让苏珊娜在他的工作室里裸体摆姿势，后来在她不在的时候画上了安纳西湖作为背景。苏珊娜描述了第一次见查巴斯时的紧张，她的母亲和她聊天来分散注意力，而查巴斯的妻子在钢琴上演奏舒缓的音乐。她说她是“本能地”摆出姿势的，围绕这幅画的争议毁了她的生活，因为没有法国人愿意娶一个被丑闻玷污的女人。
大都会艺术博物馆在1966年的法国藏品图录中展示了《九月清晨》创作故事的另一个版本。根据这个说法，查巴斯在安纳西湖用三个夏天完成了这幅画，他只是将农民作为人物身体的基础。这幅画的原型是一个年轻的美国人朱莉·菲利普斯（Julie Phillips），查巴斯看到她和母亲在巴黎吃饭，于那时画下《九月清晨》。当发现她的外形符合他的喜好时，他默默地将她画在画里，然后向她介绍了自己，并“为自己的傲慢道歉”。

## 历史

### 巴黎沙龙与首次拍卖
查巴斯在1912年4月14日至6月30日的巴黎沙龙上首次展出了《九月清晨》。由于他不打算卖掉它，所以他给出了5万法郎（1万美元）的标价，他预计没有人会愿意出这么高的价格。由于这幅画和他的《阿斯顿·奈特夫人的肖像》，查巴斯获得了荣誉勋章，在沙龙上获得了359票中的220票，并且《九月清晨》在沙龙上并未受任何争议，很快就在美国出版物上重印，譬如《Town & Country》和《The International Studio》。
人们目前尚不清楚《九月清晨》在巴黎沙龙之后的所属记录。据大都会博物馆介绍，布劳恩公司纽约分公司经理、纽约人菲利普·奥尔蒂斯（Philip Ortiz）于1912年底买下了这幅画。根据1933年《米德尔顿时代先驱报》的一篇报道，他为这幅作品支付了12000法郎(2400美元)，但从未将这幅画带回美国。然而，布劳尔认为，奥尔蒂斯把它送到了他在纽约的画廊，在那里引起了争议。  据《时代周刊》报道，这幅画在1913年前后被莱昂·曼塔舍夫（Leon Mantashev）买下，之后这幅画被归还给了查巴斯。
与此同时，《蒙特利尔公报》1935年的一篇文章指出，在《九月清晨》原作运至美国前，查巴斯就将其直接卖给了曼塔舍夫。据查巴斯所说，在此之前，曾有一位美国人找他购买该画，但不愿意支付售价。《Vogue》杂志编辑埃德娜·伍尔曼·切斯在她的回忆录中讲述了奥尔蒂斯制作大量的复制品并寄往纽约的过程，虽然奥尔蒂斯想购买原作，但最终没有实现。到了1913年，原作没有跨越大西洋，其复制品却做到了。

### 争议和流行

#### 芝加哥
1913年3月，伊利诺伊州芝加哥的摄影店“杰克逊和塞梅尔”在橱窗中展示了《九月清晨》的一比一复制品。
一名警察路过时注意到了这幅画，他以内容不雅为由，坚持将其撤了下来。州长小卡特·哈里森支持警察的行为，认为该画可以出售，但不适合公共场合展示，原因是儿童可能会看到。店主弗雷德·杰克逊被指控犯有猥亵罪，在他的要求下，该案于3月18日开庭。
在陪审团面前，伊利诺伊州的艺术审查员耶利米·奥康纳作证，称《九月清晨》内容淫秽，不应公开展示，而只能在博物馆展出。 W. W. 芝加哥副委员会的哈勒姆也赞同，认为画中女子在公共场合非法沐浴，所以《九月清晨》必须被禁止。检方的其他证人包括审查员、教育家和神职人员，例如监督员艾拉·弗拉格·杨和青少年保护协会的负责人格特鲁德·豪·布里顿。
杰克逊作为自己的律师，强调了审查这幅画的虚伪性，蒙哥马利沃德公司大楼前就矗立着一座戴安娜的裸体雕像。他请来了画家、诗人和雕塑家作为证人，包括艺术家奥利弗·格罗弗和艺术评论家沃尔特·史密斯。格罗弗在其证词中提到：“裸体女性与光秃秃的树无异，男性和女性并不是生来就穿着大衣的。无论如何，不雅行为不能与裸体划等号。”
在不到一个小时的审议后，陪审团裁定杰克逊胜诉，允许他重新展示该画；杰克逊很高兴，他承诺免费送每位陪审员一本《九月清晨》。审判后十天，州长哈里森参加州议会，提议制定更严格的淫秽法。州政府同意了，要求对在公共道路和儿童场所展示的裸体艺术行为处以25-100美元的罚款。9月，杰克逊以及同为艺术品经销商的塞缪尔·迈耶和威廉·库尔被发现违反了这一法律。州长哈里森后来表示自己已经受够这幅画了，他说：“因为这幅沐浴女郎的画，芝加哥已经成为了整个国家的笑柄。”

#### 纽约

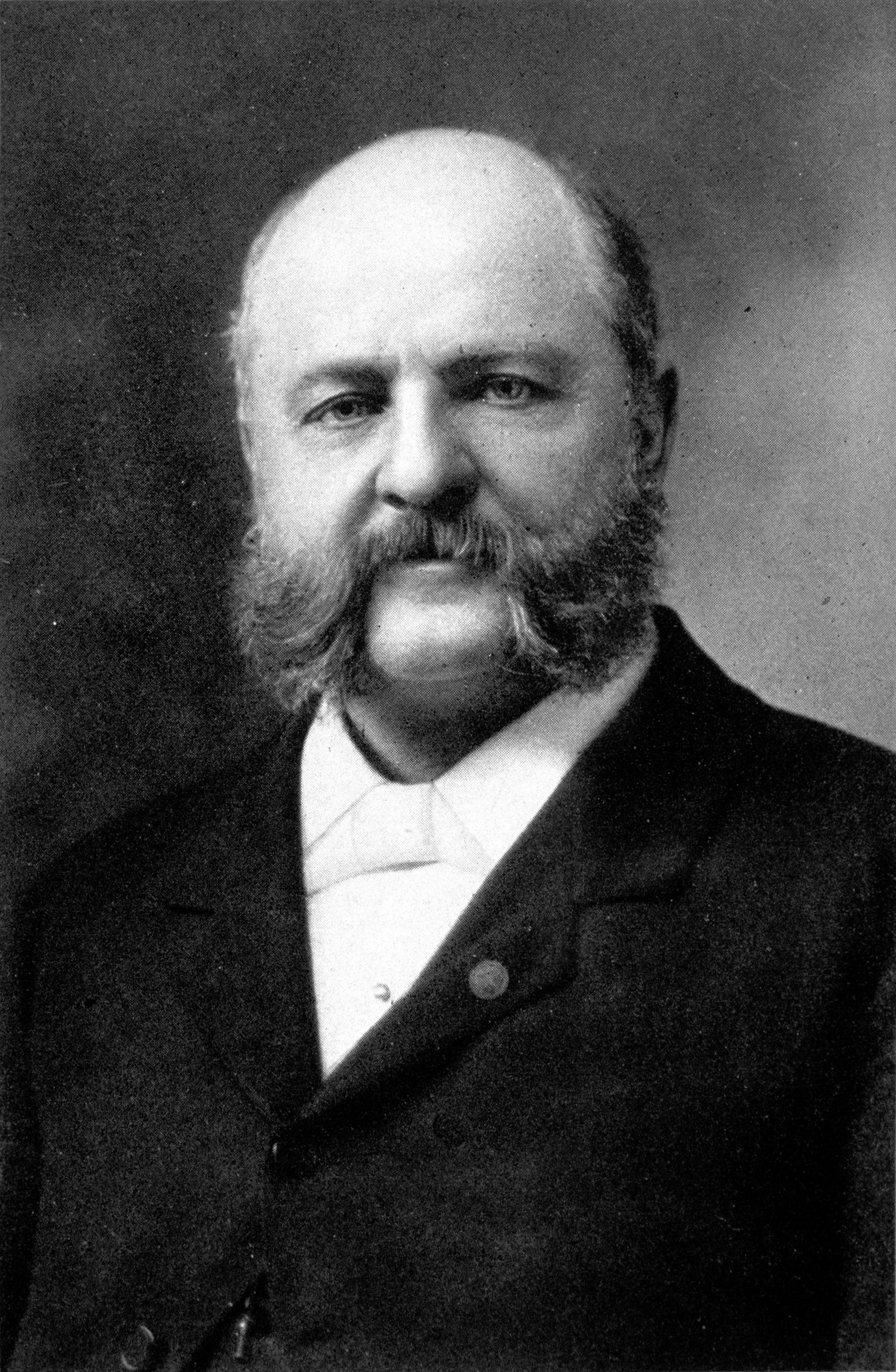
反堕落的十字军战士安东尼·康斯托克，他对这幅画的反应进一步激化了争论。

1913年5月，在芝加哥审判结束两个月后，围绕《九月清晨》的争议在纽约进一步升级。安东尼·康斯托克是纽约反堕落协会的负责人，因反对“淫秽”而闻名全国，他看到了《九月清晨》在西46街艺术品经销商布劳恩公司的橱窗展出（关于这幅画是原作还是印刷品的说法不一）。 他冲进屋里，怒吼道：“这幅画根本不是讲清晨的，而是少女！快拿出来！” 店员詹姆斯·凯利将该画移走，但画廊经理奥尔蒂斯在午休回来后又将其放回了橱窗。
康斯托克用法律威胁奥尔蒂斯， 奥尔蒂斯一开始不知道康斯托克无权逮捕他，担心自己可能给画廊带来麻烦，感到很害怕。他咨询了《纽约晚报》的阿瑟·布里斯班，布里斯班告诉他不用害怕，并派了一些记者来报道此事。第二天，媒体高度报道了这场争议，他们称赞奥尔蒂斯是“一位有勇气站出来反对康斯托克及其独裁的艺术专家”。在康斯托克的访问之后，大批人群堵在布劳恩公司外面的街道上，目不转睛地看着《九月清晨》。奥尔蒂斯没有出售这幅《九月清晨》大型印刷品，以便将其留在橱窗里。
两个星期后，画廊卖完了所有印刷品，奥尔蒂斯撤下了展览。 在写给《纽约时报》编辑的信中，他指责康斯托克为了自己的知名度引起争议，并表示他厌倦了店外的人群，因为他们阻碍了付费顾客进入店内。 最终,康斯托克没有采取法律行动。历史学家沃尔特·肯德里克认为此次宽大处理是因为《九月清晨》的艺术地位，而杰拉尔德·卡森在《美国遗产》杂志上写道，那是因为不可能对该画采取任何行动。
这场争议进一步推动了关于《九月清晨》和审查制度的讨论，还出现了多幅与此有关的社论漫画；其中一幅描绘了一名正在洗澡的年轻女子，她只露出了头部，康斯托克将标题起名为“难道你认为我想象不到水下是什么吗？” 康斯托克称该作品“非常有损道德，特别容易让年轻人变得无礼”，并认为必须为了儿童的利益抵制它。他强调：“法律就是法律......这幅画必须撤出橱窗”。圣巴塞洛缪圣公会的悉尼·乌舍尔牧师态度更温和一点，他解释说："像《九月清晨》这样生动的裸体展示，最好不要在美国展出，因为美国人民相对缺乏艺术鉴赏力。”

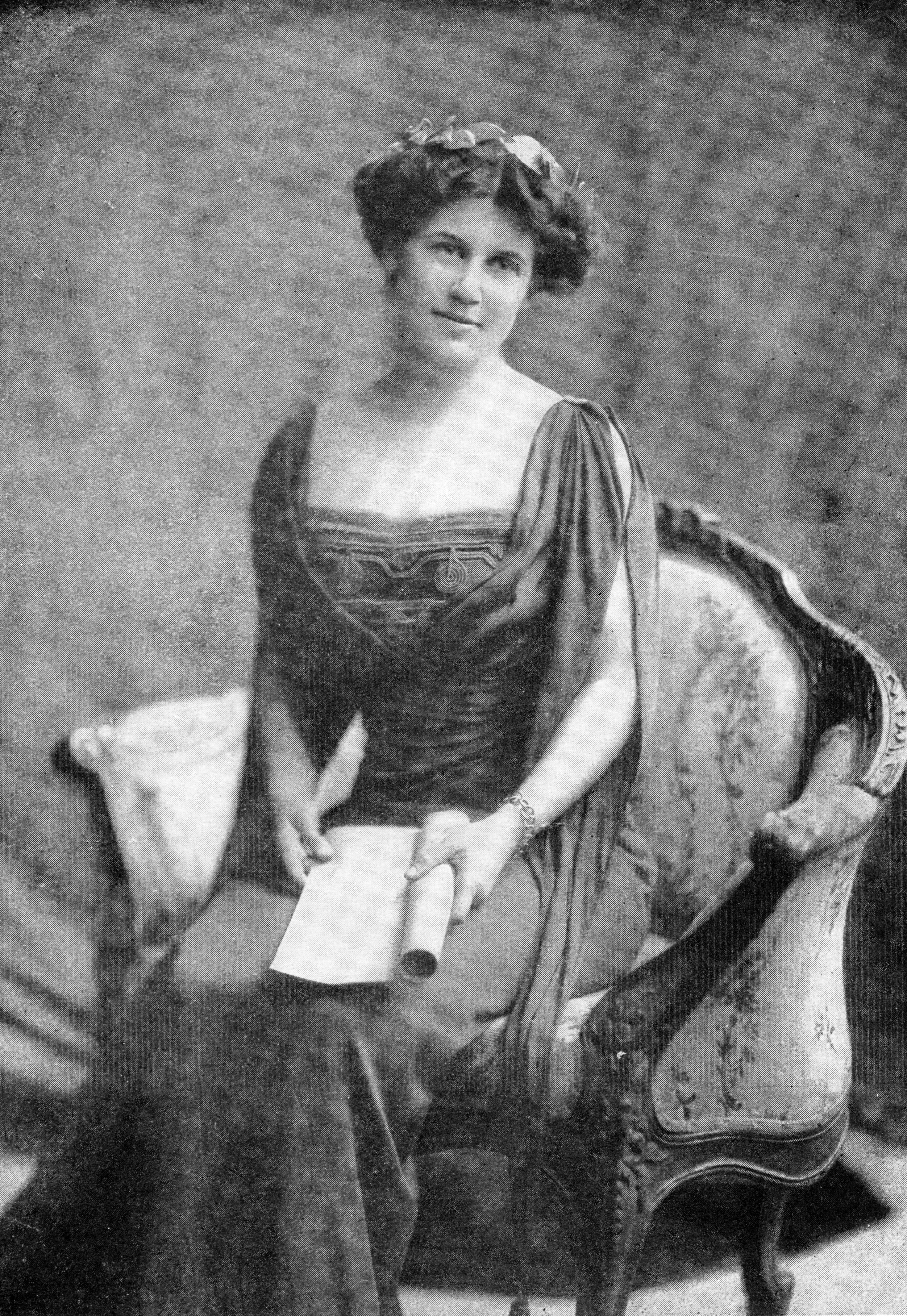
女权主义者伊内兹·米尔霍兰为《九月清晨》辩护，认为它“精致细腻，描绘了完美的青春和纯真”。

一些人对《九月清晨》则持积极态度。。女权主义者伊内兹·米尔霍兰为《九月清晨》辩护，认为它“精致细腻，描绘了完美的青春和纯真”。她还认为，不应该仅审查这幅作品，而不审查更露骨的电影海报，“如果情况不是这样悲伤的话，那就很有趣了”。社会活动家罗斯·帕斯托克写道，这幅“光辉的艺术作品”是对“大自然实现的最可爱的梦想——人类曼妙的身体”的“稀有”描述，身体羞愧不应归咎于《九月清晨》，而应归咎于失败的教育系统。艺术家詹姆斯·蒙哥马利·弗拉格宣称：“只有病态的心灵才无法在《九月清晨》中找到任何关乎道德的东西。”
公共关系领域的先驱哈里·莱辛巴赫在其1931年的自传中表示，《九月清晨》的争议以及后续该画的流行有他的责任。据他说，布劳恩公司购买了大约2000幅该画复制品，但卖不出去，所以就以45美元的价格雇佣了他，这样他就可以清理这些库存。之后，他们花钱制作了一幅大型石版画复制品，并将其展出。莱辛巴赫随后联系了公众人物，让他们抗议这种展示。当没有回应时，他在康斯托克的办公室里与他搭讪，并把他拉到经销商那里。在那里，莱辛巴赫以50美分价格雇佣了一些年轻人，让他们展现出对展品的欲望。公关人员随后努力维持对该画的兴趣，其印刷品已经从10美分涨价到了1美元。莱辛巴赫声称他的行为“让这幅画登上报纸，声名大噪”，这一说法受到了质疑，特别是考虑到芝加哥法院的案件发生在几个月前，而且当时新闻报道没有提到他。

#### 广泛复制和模仿
1937年，《盐湖论坛报》的一篇文章指出，在1913年的争论之后，《九月清晨》的复制品“展示在全国所有报纸的头版上”。奥尔蒂斯要求这些报纸支付费用并提到他的版权，否则将面临500至1000美元的处罚；切斯回忆说：“《时尚》杂志是被指控的对象之一。”然而，这些报纸上的复制品有时也会被审查。《西雅图明星报》的弗雷德·博尔特在报道当地的一个复制品展览时，解释了该报审查的原因：“出于人道和其他原因，[......]《星报》的艺术家穿着短衬衣作画。他并不想这样做，很痛苦，但我们让他这么做了。”
《九月清晨》的石版画复制品被大量生产，向大众销售，延续了争议后的成功，并且不少人将其挂在私人住宅中。复制品被印在各种产品上，包括雪茄带、明信片、开瓶器、雕像、手表扣和糖果盒，作为纹身也大受欢迎。《九月清晨》是第一张用于日历的裸体画， 到20世纪50年代末，该画已经出现在数百万日历上。有一副广泛流传的提到查巴斯作品的对联：“请不要认为我很坏或很大胆，但在它深处寒冷得可怕”。

媒体和商品
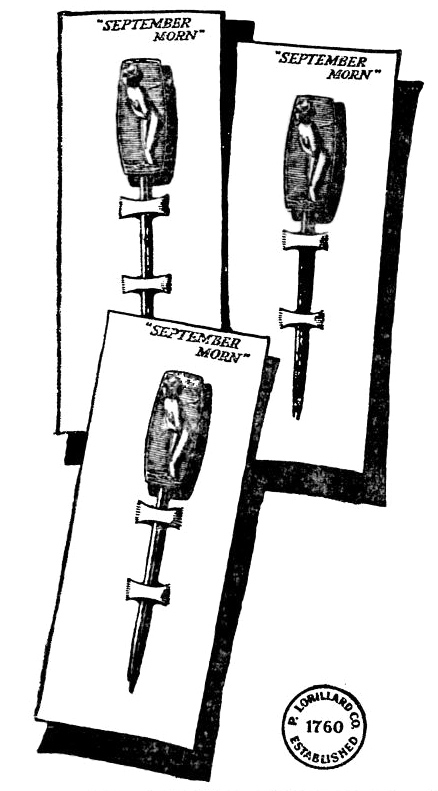
《九月清晨》别针
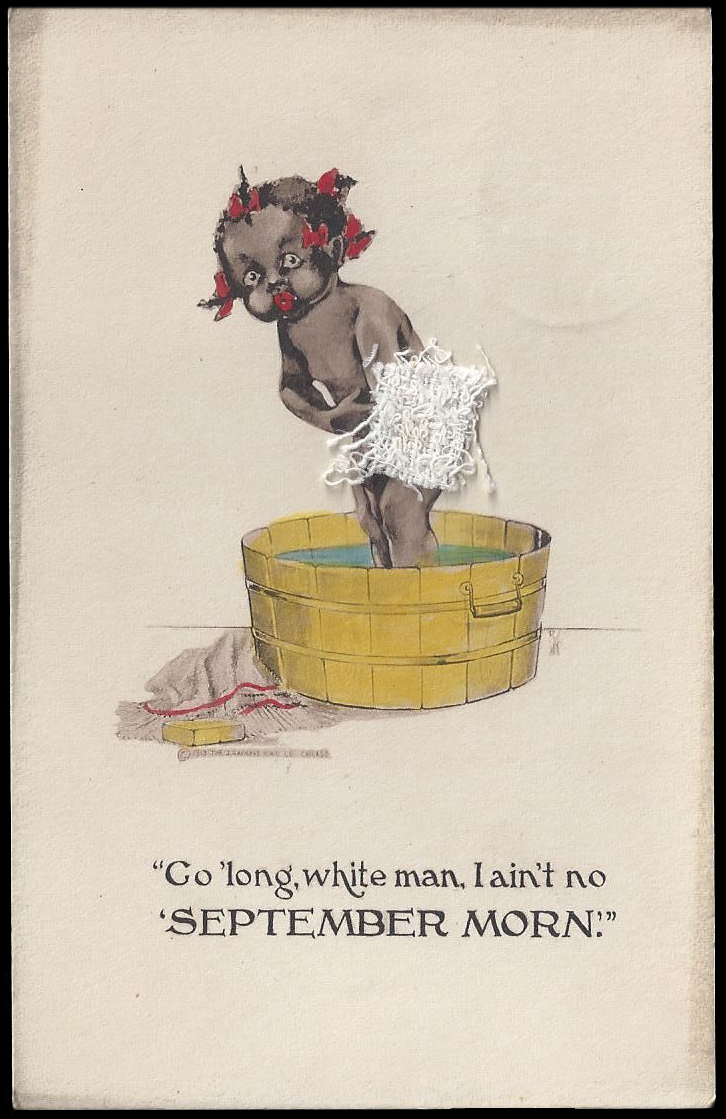
《九月清晨》明信片
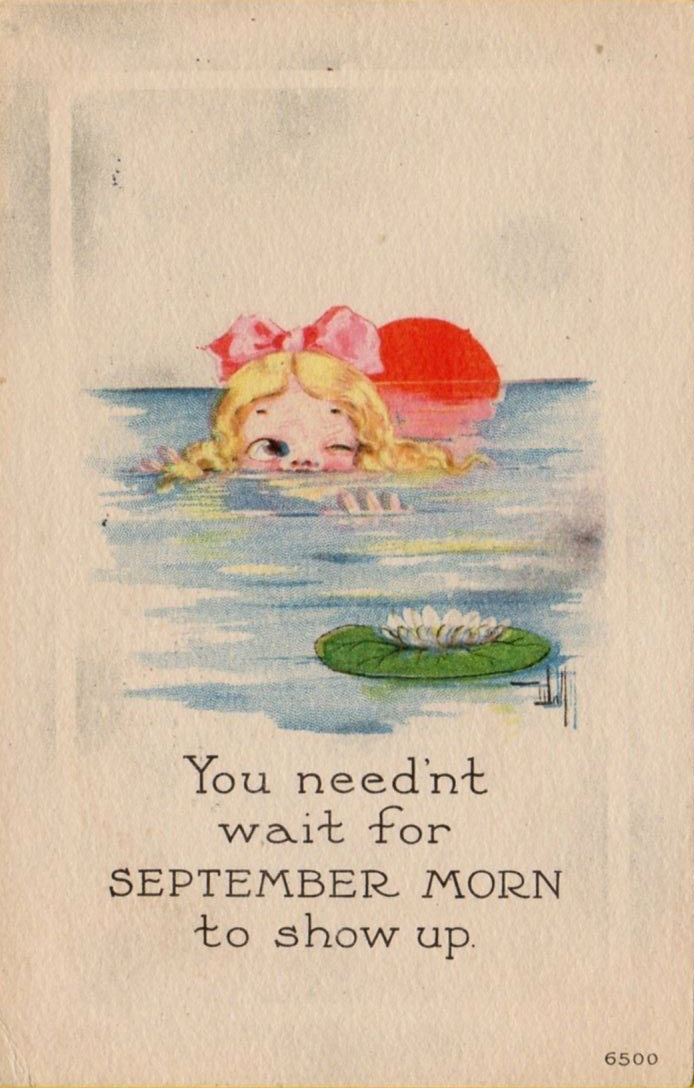
伯恩哈特·沃尔在《九月清晨》面世后制作的明信片
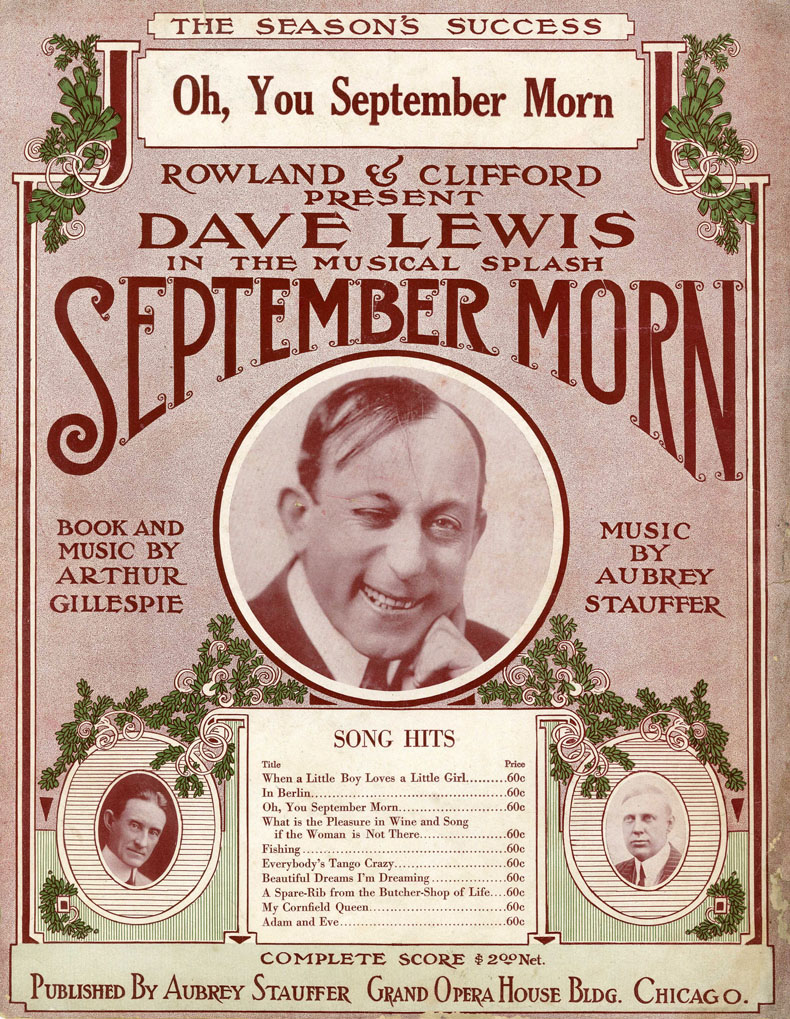
音乐剧《九月清晨》中的歌曲“哦，你九月的早晨”的扉页
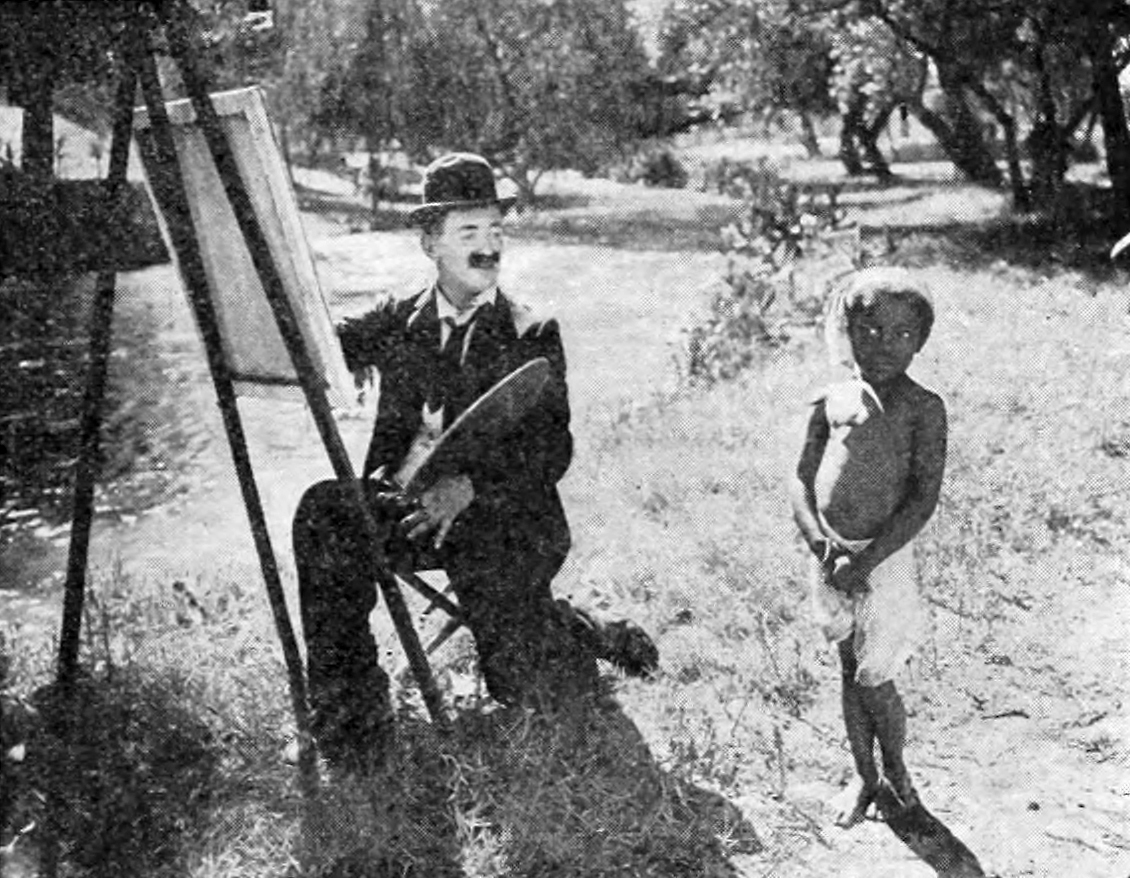
受这幅画启发的1915 年L-KO电影《九月默哀》中的一个场景

对这幅画的影射在杂耍表演中很常见， 是欧菲恩马戏团的噱头。这幅画的在舞台上也被模仿了。比如，在1913年，小弗洛伦兹·齐格菲德选择安·潘宁顿为模特，成为他的《欢乐颂》的一部分。在这个《九月清晨》的成功版本中，主人公穿着透明斗篷，身上战略性地放置着树叶，站在水做的舞台上。一个自称为《九月晨光》的滑稽剧表演也被创作了出来，还有一个基于该画的三幕音乐剧。该音乐剧以50人的合唱队为特色，由阿瑟·吉莱斯皮和小弗兰克·坦内希尔演出，并在芝加哥的拉萨尔剧院首次亮相。在密尔沃基，一名男子在1915年的威斯康星州博览会上“几乎没有穿衣服”，把自己装扮成“九月清晨”的主人公；他被送上法庭，罚款25美元。戏剧对该画的引用一直持续到20世纪50年代。例如，在田纳西·威廉斯1957年的戏剧《奥菲斯下凡》中，人物瓦尔看到这幅画挂在他的房间里，并提到他“可能会一直开着灯，再看一眼”。
《九月清晨》还启发了几部电影。百代公司制作的一部名为《九月清晨》的两卷电影于1914年2月上映，讲述了一位水手的不幸遭遇。他身上纹着《九月清晨》中的裸体少女，但是他的女朋友不同意，所以他试图用一条破损的裙子为这名裸体少女穿上衣服，但他的女朋友并没有认可；最终，他的手臂上纹上了一个衣着整齐的裸体和“为女性投票”的字样。 同时，1915年11月由L-KO制作的《九月默哀》描述了一对艺术家的故事，他们先是在公园里争夺一名年轻女性的注意力，然后侵入了一所女校。罗伯特·麦克拉维在《电影世界》杂志上发表评论，认为这部电影很有趣，但缺乏情节。第三部电影是路易斯·韦伯的《伪君子》，它以类似查巴斯模式的方式描绘了《赤裸裸的真相》（无名玛格丽特·爱德华兹）。流行媒体中的影射至少持续到了20世纪60年代。1964年，《迪克·范·戴克秀》的其中一集“十月前夕”影射了《九月清晨》，讲述了一幅主人公的裸体画在艺术画廊里出售的故事。

我渴望那个被称之为九月清晨的女孩。

我想要见她，我想要见她！

打扮得像她出生的那一天，

没有人比她更甜美！没有人比她更甜美！

她周围没有任何东西，只有一片云雾。

她是我无法抗拒的幻象。

在我心中，她日日夜夜都摆着姿势，

我无法忘记她，我无法忘记她!

我渴望那个被称之为九月清晨的女孩，

我想要见她。我想要见她，

如果你找到她，请你能不能告诉她，我是多么的孤寂，多么的孤寂，

哦，多么的孤独! 我只在等待她一人。

写给被称之为九月清晨的女孩。
——《九月清晨》（我想遇见她）的副歌，来自斯坦利·墨菲

同样地，还有一些以《九月清晨》为灵感的歌曲也发行了。音乐家弗兰克·布莱克和鲍比·希斯根据这幅画创作了一首名叫《九月清晨》的歌曲，芝加哥的奥布里·斯托弗发表了吉莱斯皮和坦尼希尔 的音乐剧《哦，你的九月清晨》的乐谱(用于人声和钢琴)。在叮砰巷，亨利·马歇尔创作了两首作品，一首用钢琴创作的华尔兹舞曲，名为《Matin de Septembre》；另一首为人声和钢琴创作的作品《九月清晨》(我想要见她)，由斯坦利·墨菲作词。这两首歌都由杰罗姆·雷米克公司于1913年出版。
《九月清晨》还启发了一种同名的酸橙和石榴汁鸡尾酒，该酒在1917年被描述为含有杜松子酒，后来在1930年被描述为含有朗姆酒和蛋清。
随着其影响增长，纯洁协会试图禁止《九月清晨》的复制品， 拥有它们的人面临着东西被没收和被罚款的风险。 印着这幅画的明信片禁止在邮政系统中流通。展示复制品的新奥尔良艺术商人哈罗德·马克思在被告知将画作下架的一个月后被捕。 复制品在迈阿密和亚特兰大的展览也被强行拆除。在芝加哥，一名男子被指控行为不端，只因其将一副复制品带了回家。 艾琳·迪尔在宾夕法尼亚州的哈里斯堡身着工会套装，摆出 "九月清晨小姐 "的姿势，作为宣传噱头。因此，她以行为不端为由被罚款50美元，引起了争议。1914年，在俄亥俄州伍斯特市，伍斯特学院的学生因该画作违背他们的宗教信仰而将其复制品烧毁。
最终，《九月清晨》的复制品售出了约700万件， 其印刷品直到20世纪60年代还仍受欢迎。莱辛巴赫将这种流行描述为 "嘲笑过度热心的道德卫士"，整个美国民众都参与其中。《九月清晨》的商业成功促使了裸体女性形象的展示变得更加普遍。《纽约时报》的一位读者在1915年写道，它们变得 “越来越低俗和越来越具有性暗示”。
1937年，《生活》杂志认为《九月清晨》是 “世界上最被人所熟知的画作之一”， 《托莱多刀锋报》的一篇回顾文章称，画中模特已经成为美国头号画报女郎。 1957年，康思丁称《九月清晨》是“美国历史上最具争议的画作”， 《纽约邮报》称它是 “玛丽莲·梦露日历出现前最有名的裸体画”。 卡森在1961年写道，《九月清晨》在美国引起了自19世纪40年代希拉姆·鲍尔斯的雕像《希腊奴隶》以来关于“裸体、艺术和道德”最激烈的争论。

### 俄罗斯与巴黎
石油大亨莱昂·曼塔谢夫 在1913年以1万美元的价格收购了《九月清晨》的原作，并将其带到了俄罗斯。十月革命爆发后，人们都认为这幅画可能被毁掉了。曼塔谢夫逃离俄罗斯后，他的大量藏品被认为极具艺术价值。藏品被送到了博物馆，但其中没有关于《九月清晨》等作品的信息。1933年，查巴斯一直在寻找他作品的下落，《密尔沃基日报》认为他的作品“挂在俄罗斯某个拥挤的房间里，而它的主人可能完全不知道它举世闻名”。  当时，几家美国画廊据称拥有原作，但其实都是复制品。
然而，这幅画安然无恙，曼塔谢夫将其运出国， 据称，在革命爆发时 "他把它从画框里扯了出来"。 20世纪30年代初期， 曼塔谢夫由于急需资金，他将《九月清晨》以3万美元卖给了亚美尼亚艺术收藏家和慈善家卡洛斯特·古尔班江。 这是他拥有的最后一幅画。 1935年，一位联合报记者在古尔班江位于巴黎的家中发现了这幅被装裱成圆形的画作。 它和克洛德·莫奈和保罗·塞尚等艺术家的作品一起挂在那里。到1937年9月，《九月清晨》在卢森堡博物馆展出，挂在让·弗朗索瓦·拉斐尔和尤金·卡里埃的作品之间。 1955年古尔班江去世后，这幅画被纽约的威登斯坦公司收购。

### 大都会艺术博物馆收藏
1957年，费城的经纪人兼运动员威廉·考克斯·赖特以2.2美元的价格买下了《九月清晨》。同年4月，他自愿将这幅画提供给费城艺术博物馆，但画作被拒绝了，原因是它与20世纪的艺术潮流没有关系”。 最终，他匿名将这幅价值约3万美元的作品捐赠给了纽约大都会博物馆。达德利·伊斯比代表博物馆解释说，虽然这幅画不可以被归类为杰作，但“鉴于早些年围绕这幅画引发的争议，它还算是艺术史的一部分”。

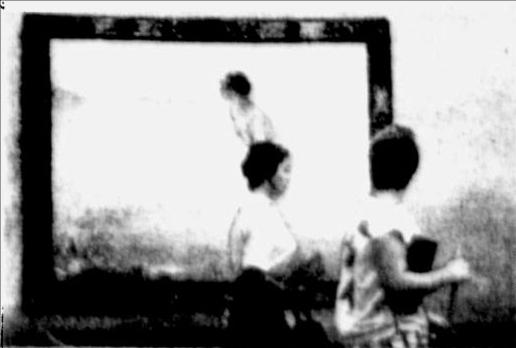
1958年，《九月清晨》在托莱多艺术博物馆展出

1957年9月，这幅画被收购后，在大都会博物馆的前门附近展出，取代了之前摆放的《佩鲁西斯祭坛画》。  它在这个光荣的位置摆了几个星期。 休斯称，前来欣赏幅画的游客是踏上了“名副其实的朝拜之旅”，她认为这幅画为大都会博物馆增添了“新鲜的和受欢迎的吸引力”，吸引了那些本不会来的博物馆游客。在那时，关于先前模特裸体的丑闻已经减少了。 在谈论这幅画在俄亥俄州托莱多市的展览时，《托莱多刀锋报》的艾伦·斯科德尔引用了一位观众的话说，20世纪50年代，在美国泛滥着带有性意味的日历艺术里，这幅画“经不住竞争”。
《九月清晨》被大都会博物馆收购后，曾在多个场馆展出，包括旧金山的荣勋宫博物馆（1958）、俄亥俄州托莱多市的托莱多艺术博物馆(同1958年)、洛杉矶的市政艺术委员会（1959）。六年后，这幅画作为赖特夫妇的部分收藏品，再次在荣勋宫展出。 1971年，大都会博物馆将《九月清晨》从展览中撤下，封存起来。《密尔沃基日报》的沃尔特·蒙弗里德写道，这幅曾经充满色情意味的画作现在被认为“过于平淡和平庸”。 截至2014年9月，大都会博物馆的网站上显示这幅画未被展出，尽管它在2011年左右就已经挂在博物馆里了。

## 接受度
1913年，查巴斯说他对《九月清晨》的争议感到 “痛苦和羞辱”， 虽然他后来表达了更乐观的看法。他将这幅作品描述为 “我对绘画的所有理解”，并积极回应了“这幅画是他的杰作”的说辞。在1914年的一次采访中，他解释说他最初并没有打算出售这幅画，因为这是“（他）妻子最喜欢的画”。 1937年查巴斯去世时，他的房间里只有一幅画：根据他记忆复刻出的《九月清晨》。他曾吹嘘说：“要是我从画完画放下画笔的那天起就没有见过这幅画，我就可以做出一个完美的复刻品。”  然而，由于没有为作品申请版权，他没有从美国的营销热潮中获得任何版税。他回忆说：“甚至连一个送我盒雪茄的人都没有。”
沙龙结束后，Tr.L.在《Larousse Mensuel illustré》中评论这幅画时，称赞查巴斯的绘画技术为“罕见的纯度”，“非凡的精致造型”。  亨利·弗朗茨在《国际工作室》中评论巴黎沙龙时，将《九月清晨》描述为“沙龙中最杰出的人物题材之一”，强调裸体的 “优雅形式”。  在《时代》杂志中，弗朗索瓦·蒂博·西松认为，尽管 “技术过于透明”，但这幅画具有 “无可争议的魅力”，包含了 “卓越的、极具艺术性的、精巧创作”的画像。 1913年《俄勒冈日报》的一篇文章将模特描述为“画得十分漂亮”，并认为“需要强大的想象力才能在作品中发现任何带有性暗示性的东西”。
后来的评论则不那么正面积极。大都会博物馆馆长詹姆斯·罗里默在1957年写道，《九月清晨》与古代大师和 “现代巨匠”的作品相比，位于“不同的另一端”，但它可以帮助观众在探索过去和现在的艺术时，“充分认识到我们优秀的遗产”。  同年，《蒙特利尔公报》的艺术评论家认为，这幅画很平庸，不适合在大都会的主厅展出。这位评论家建议，《九月清晨》以其 "细腻、珍珠般的色调和简单、稀疏、大气的构图"，最好是同20世纪早期收藏家认为较好，但后来评价较差的作品一起展出，以“向公众展示过于草率判断的危险性”。
1958年，托莱多艺术博物馆的布莱克·莫尔·戈德温说，《九月清晨》肯定是艺术，但它不是 “伟大的艺术”，它所引起的争议使它黯然失色。他说，这幅画与艺术的关系就像一首小诗和永垂不朽的经典的关系。 三年后，在《凯尼恩评论》的一篇文章中，阿尔弗雷德·维尔纳将《九月清晨》描述为“刻奇的经典”和“最糟糕的‘理想化’裸体”：“没有皱纹的皮肤，没有呼吸的肉体......粉红色，柔软，没有骨气”。 这种分类（刻奇）也被其他几位作家采用，包括肯德里克和电影学者诺曼·泰勒。
一些作家将《九月清晨》列入了描写儿童色情或具有色情潜台词的作品名单。 布劳尔认为，尽管这副裸体画作“似乎体现了青春期的道德纯洁”，但这种纯真实际上是一种恋物癖机制，让作品既能通过审查，又能被色情化。她的结论是，这幅画具有“恋童意味的挑逗”，而查巴斯作为一名知名艺术家和一名父亲，这两个身份使他免受指责。 这样的观点并没有被普遍接受。例如，历史学家保罗·博伊尔将《九月清晨》描述为“迷人的无辜”；艺术作家伊丽莎白·伦戴觉得这幅画“仅仅因为平淡无奇而令人反感”。